# Бороздна Іван Петрович
Іван Петрович Бороздна (рос. Бороздна, Иван Петрович; *27 листопада 1804, маєток Ведмедеве, Стародубський повіт, Чернігівська губернія — †7 грудня 1858, Ведмедеве, Стародубський повіт, Чернігівська губернія) — український письменник, писав російською мовою, переважно про Стародубщину.

## Родовід
Шляхетський рід Борозден був відомий на Стародубщині з 16-го ст., а в роки ліквідації Катериною ІІ української Гетьманщини прадід письменника, теж Іван Бороздна, прославився тим, що відважно відстоював перед російською адміністрацією права України на автономію. 1767-го року він був серед делегатів старшини від Стародубщини, що поставили свої підписи під Наказом стародубської громади до Уложенної комісії про відновлення прав українського козацтва, а в січні 1787-го року, коли у Новгороді-Сіверському була проїздом сама імператриця, Іван Бороздна відмовився привітати її урочистою промовою, висловивши таким чином своє незадоволення імперською політикою. Одружений був прадід письменника з представницею славного роду Миклашевських, і таким чином у жилах його правнука текла кров найзнаменитіших стародубських родів.
Батько письменника, Петро Бороздна, служив свого часу підкоморієм (заступником судді) Стародубського повіту та проводив територіальне розмежування земель Стародубського, Мглинського та Новгород-Сіверського повітів, а потім займав посаду Новоміського та Новозибківського маршалка. Завдяки допомозі Петра Бороздни 1808-го року була оновлена риза ікони Чубківської Божої Матері, вельми шанованої на Стародубщині. Обидва сини Петра Бороздни, Василь та Іван, мали неабиякий літературний хист. Василь Бороздна був у молодих літах канцеляристом стародубського підкоморського суду та підкоморієм Новозибківського повіту, а потім перейшов на дипломатичну службу до Петербургу. У 1816—1818 рр. він брав участь у російському посольстві до Персії, а повернувшись звідти видав друком свої подорожні записки під назвою «Короткий опис подорожі Російсько-Імператорського Посольства до Персії», які мали у суспільстві певний успіх. Молодший же брат Василя Іван вирішив присвятити своє життя цілком літературі.

## Біографія
Народився Іван Петрович Бороздна 27 листопада 1804-го року у родовому маєтку Ведмедеві Стародубського повіту. Кумиром на все життя для Івана Бороздни став Микола Гоголь, а найулюбленішими творами — «Вечори на хуторі поблизу Диканьки» та «Миргород». Навіть зі всіх своїх портретів Іванові Бороздні більше сподобалися ті, де він був зображений у профіль — бо так йому власне обличчя нагадувало чимось гоголівське.
1834-го року Іван Бороздна здійснює подорож по Україні, з півночі на південь, аж до Криму. Результатом цієї мандрівки стали «Поетичні нариси України» (12 листів від Бороздни до нащадка останнього стародубського полковника, графа Завадовського), які письменник видав окремою книжкою 1837-го року. Більшу частину свого життя провів Іван Бороздна у рідному Ведмедеві, де й написав свої головні твори, просякнуті місцевим українським колоритом та основою яких стали народні стародубські легенди і повір'я.
Спочатку Іван Бороздна пише поему «Відьмак», де відтворює народне оповідання про чаклуна, який помстився за давню образу. 1840-го року в альманасі «Ранкова зоря» він публікує обробку української історичної легенди під назвою «Золота гора, або я тебе врятую». У ті роки, коли навіть прогресивна російська преса різко критикувала український національний рух, Іван Бороздна рішуче стояв на українських позиціях, підтримуючи своєю працею усі ті видання українською мовою, яким пощастило прорватися до читача скрізь перепони імперської цензури. Так 1843-го року Іван Бороздна бере участь в українському виданні «Молодик», де друкує свою поезію «Вона приваблива, українка молода».

## Критика з боку Бєлінського

Альманах «Молодик».

Проти виходу «Молодика» уїдливо виступив у пресі російський публіцист Віссаріон Бєлінський, який вважав що навіть Тараса Шевченка не треба видавати у Росії, бо у імперії повинна існувати лише одна літературна мова — «великоросійська». У своїй рецензії серед інших українських письменників назвав Бєлінський і ім'я Івана Бороздни. Бєлінський писав так: «В Україні є своя література: після „Молодика“ в цьому не залишається жодного сумніву. Що таке „Молодик“, ми, як москалі, не знаємо; знаємо лише, що це альманах, наповнений статтями у віршах і прозі, які багатьом, без сумніву, дуже сподобаються. Вірші ці хороші, як тільки можуть бути хороші провінційні вірші. Боже, скільки поетів в Україні, і як добре, тобто як багато пишуть вони віршів, які саме є віршами, а не прозою! Пп. Бороздна, Дяченко, Кленів, Лукашевич, Майсуров, Мещерський, Недолін, Руель, Чужбинський, Щербина, Щоголів: усе це українські поети». За підтримки Бєлінського в російських виданнях розпочинається жорстоке цькування української літератури. Дістається при цьому й Бороздні. Деякі видавці бульварних газеток дозволяли собі друкувати навіть таке: «Ну що може написати якесь сільське бороздно? Що, і в Україні є література? Вірші? Хі-хі!». Але при цьому російський письменник Федір Достоєвський у своїй повісті «Село Степанчиково та його мешканці» називає ім'я Івана Бороздни поруч з іменами Пушкіна та Лермонтова.

## Пам'ять
Реакція великодержавної преси важко вразила Івана Бороздну. З цього часу він мало пише, займаючись більше справами звичайного сільського поміщика у рідному маєтку. Помер Бороздна 7 грудня 1858-го року, проживши на світі лише 54 роки. Поховано Івана Бороздну поблизу ведмедівської церкви, яка, як і багато інших, була зруйнована російськими більшовиками. Зараз у селі Ведмедеві Клинцівського району Брянської області споруджено меморіальний комплекс на пошану великого земляка, який розташований у центрі села, поруч зі школою. Тут збирається місцева молодь на урочисті зібрання. Відвідують меморіал і численні паломники, які проїжджають Ведмедевим, коли їдуть на прощу до ікони Чубківської Божої Матері, яка знаходиться неподалік. Не забувають Івана Бороздну й в Україні. 1990-го року в київському видавництві «Молодь» вийшов друком збірник «Огненний змій: Українська готична проза ХІХ ст.», де серед інших творів вміщено й повість Івана Бороздни «Золота гора, або я тебе врятую. (Істинно українська легенда)». Так живе зараз українське слово та пам'ять про українського письменника в Україні та на Стародубщині.

## Архів Бороздни
Фамільний архів Борозднів один з найдавніших фамільних архівів на Лівобережжі. Зберігався в с. Туросня Новозибківського повіту Чернігівської губернії. Конкретний засновник невідомий. Очевидно, ним міг бути Іван Бороздна († до 1620 р.) За відомостями, наведеними О. Лазаревським, розпорошений ще в ХІХ ст.: частина потрапила до збірки А. С. Лашкевича, інша — до приватного архіву А. І. Оболенської. Інформація щодо вмісту архіву не збереглася.